# Studebaker Commander
Studebaker Commander — назва моделі кількох автомобілів, вироблених корпорацією Studebaker у Саут-Бенді, Індіана (Сполучені Штати) та Studebaker of Canada Ltd у Уокервілі, а пізніше — у Гамільтоні, Онтаріо (Канада). Studebaker почав використовувати назву Commander у 1927 році :p258і, з перервами в 1936 і 1959-63 роках, продовжував використовувати його до 1964 року. Ця назва з року в рік застосовувалася до різних продуктів в лінійці компанії. Commander був основним продуктом компанії, Studebaker Champion був молодшою моделлю, а інші моделі були короткочасними або перейменовані відповідно до вимог ринку.

## Історія

### 1920-ті роки

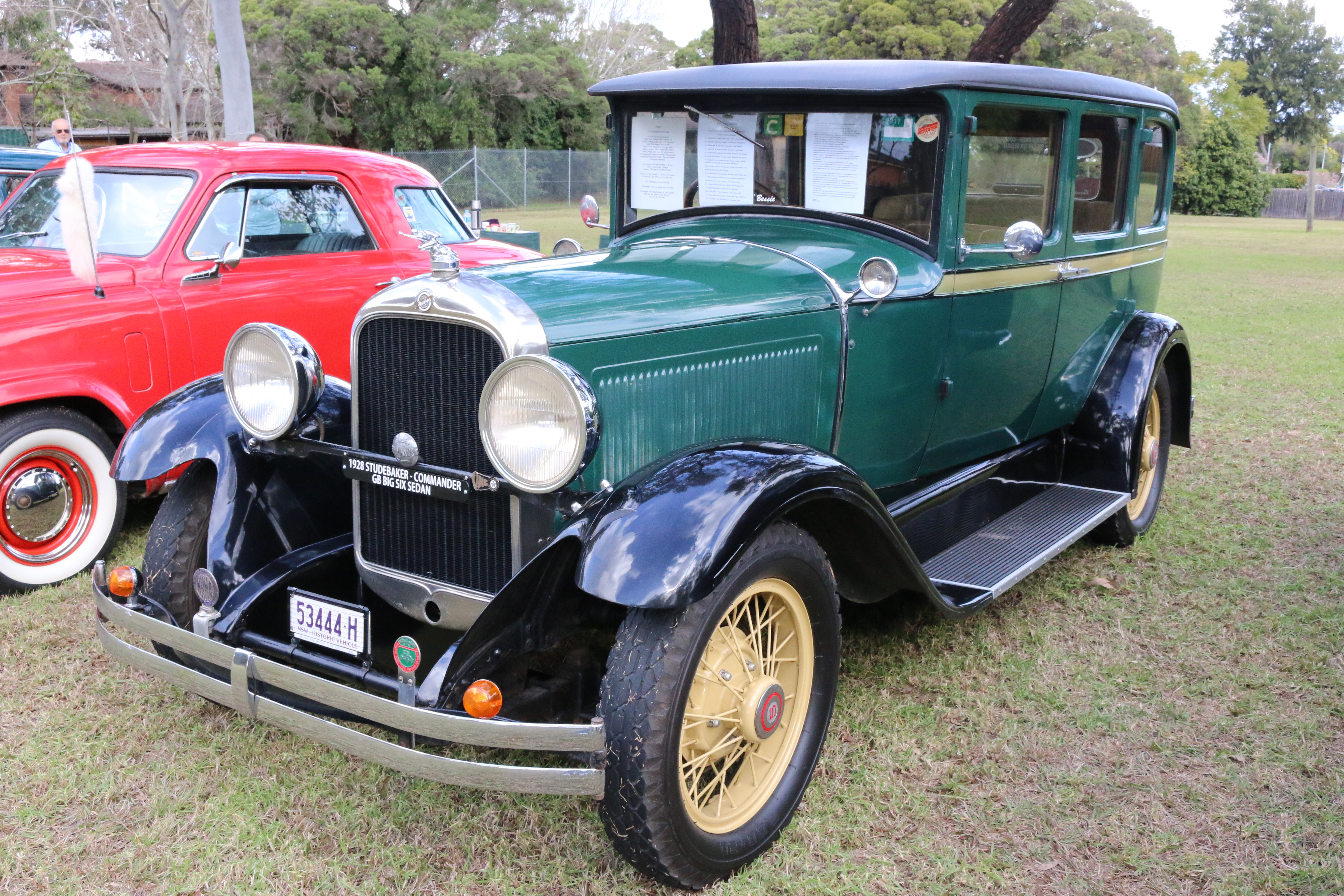
1928 Studebaker Commander GB великий семи містний седан

До появи рядних восьмициліндрових President у січні 1928 року всі автомобілі Studebaker 1920-х років були рядними шістками. Було три базові моделі — Light Six, Special Six і Big Six, які розвивали 40 к.с. (30 кВт; 41 к.с.), 50 к.с. (37 кВт; 51 к.с.) і 60 к.с. (45 кВт; 61 к.с.) відповідно при 2000 об/хв. Перший Commander, випущений у 1927 році, був продовженням Special Six середнього класу з двигуном об’ємом 226 куб. дюймів, 3.7 л.

### 1930-ті роки

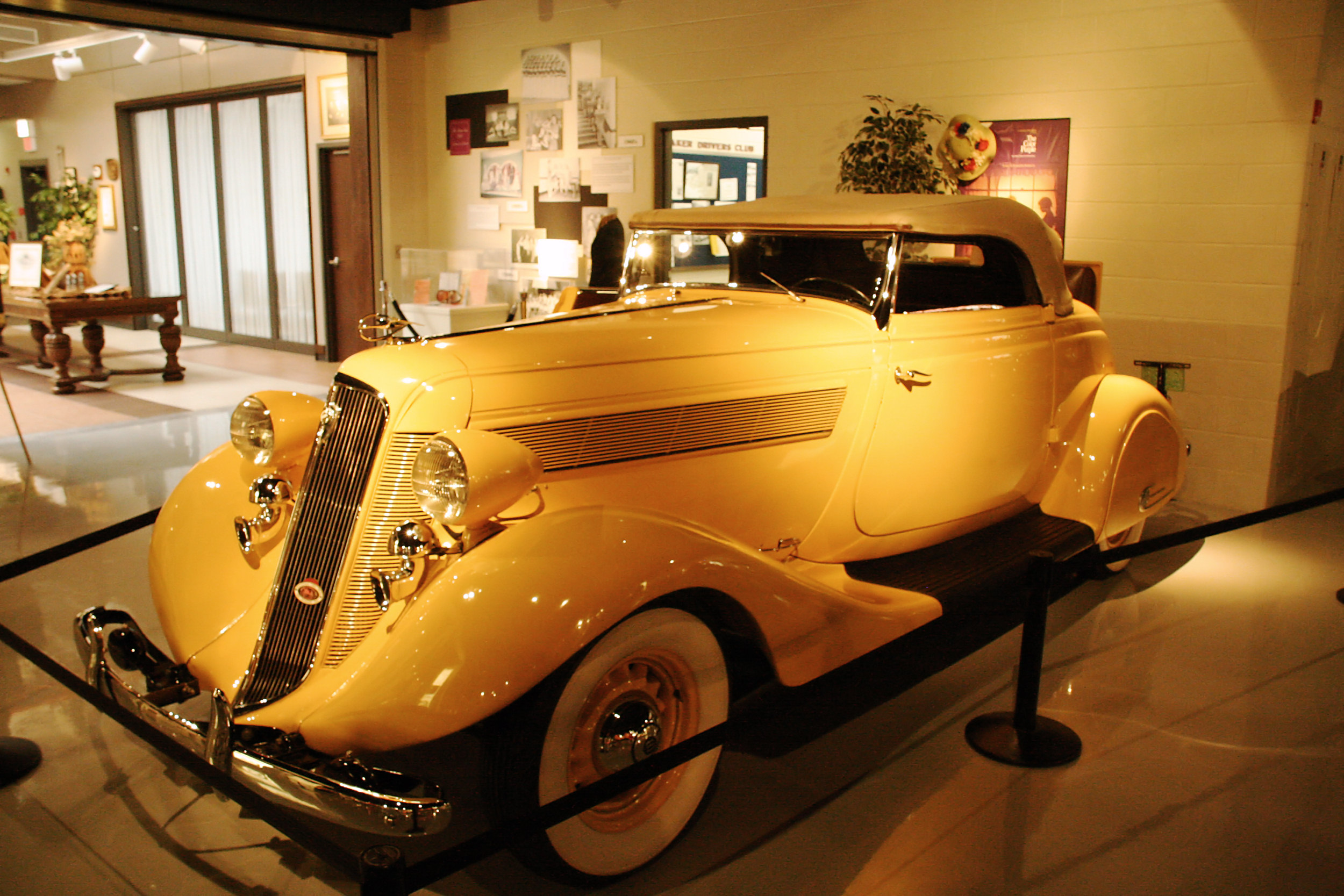
Родстер Commander 1935 року

У 1935 році Commander було виключено з продуктової лінійки Studebaker, щоб відновити його лише в 1937 році, коли назву було застосовано до найдешевшої моделі Studebaker, раніше відомої як Studebaker Dictator. Studebaker представив Champion у 1939 році, і лінійка Commander була знову змінена, тепер як автомобіль середнього класу.

### 1940-ті роки
|  |  |

Відразу після Другої світової війни Studebaker відмовився від моделей President, і Commander знову отримав підвищення в лінійці. Studebaker також знову випустив модель Land Cruiser Commander з подовженою колісною базою.
Виразна і вражаюча форма Реймонда Лоуї для Commander і Champion 1947 року, а також в їхньому купе Starlight, спричинила бум у американського автомобілебудуванні.
|  |  |  |

### 1960-ті роки

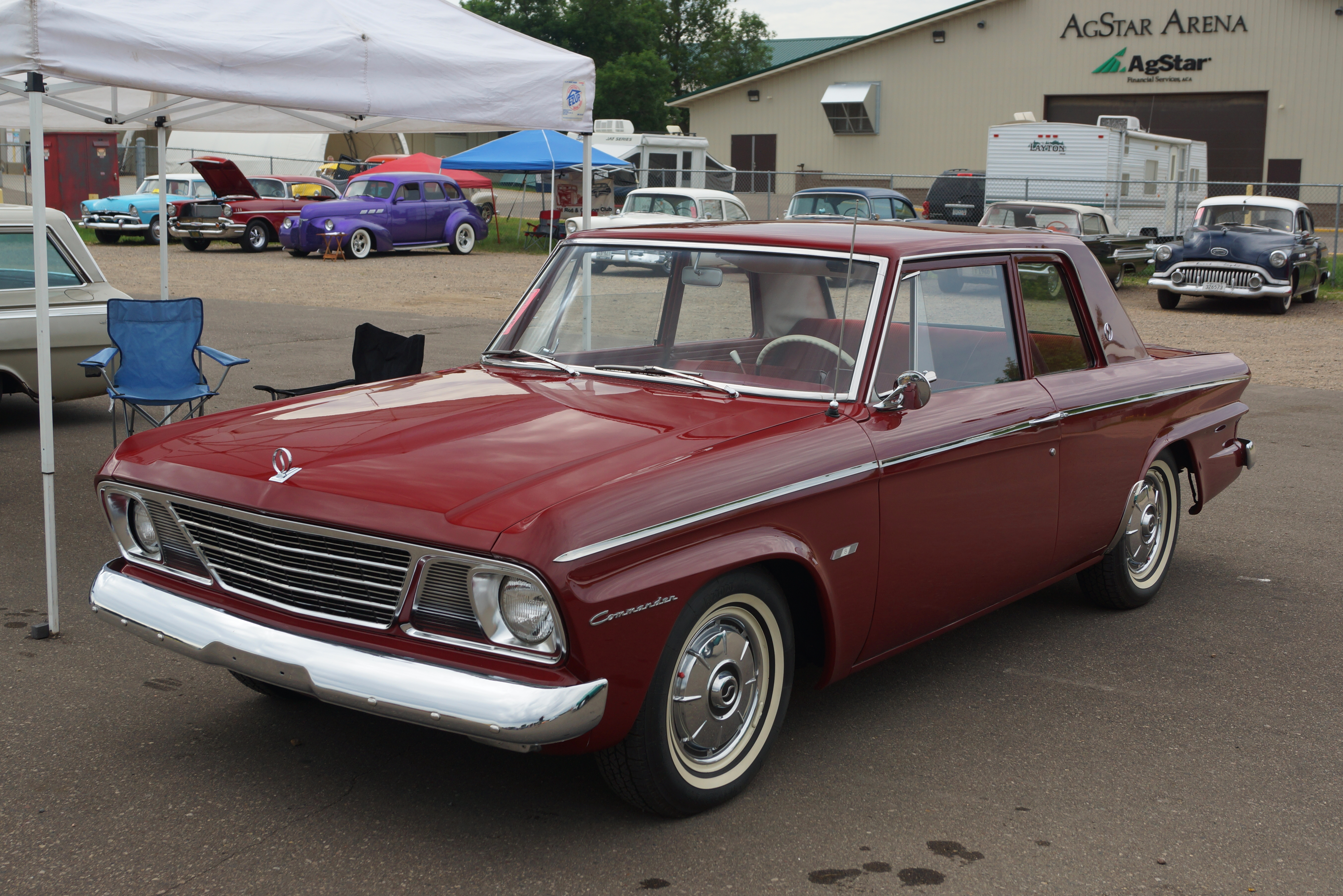
2-дверний седан Studebaker Commander 1964 року

У 1963 році Studebaker знову відродив назву Commander для моделі 1964 року, застосувавши її до моделі Lark, яка була наступною за найдешевшою, а Challenger був нижче. Studebaker Commanders 1964 року найчастіше мали подвійне розташування фар, яке вони використовували як Challenger, хоча чотири фари були необов’язковими. Commander 1965 року використовував чотири фари Daytona та Cruiser. Commanders повернулися до одинарних фар в останньому модельному році 1966. 17 березня 1966 року компанія Studebaker припинила виробництво всіх автомобілів.